# Johann Bausch (Dillenburg)
Johann Bausch (* 7. Oktober 1788 in Oberzeuzheim; † 31. Januar 1856 ebenda) war ein deutscher Schultheiß und Mitglied des Nassauischen Landtags.

## Leben
Johann Bausch wurde als Sohn des Landwirts Johann Bausch (1749–1822) und dessen Ehefrau Anna Katharina Hartmann (1766–1827) geboren.
Er betrieb in seinem Heimatort die väterliche Landwirtschaft und war dort Schultheiß (heute Bürgermeister), als er 1839 aus der Gruppe der Grundbesitzer des Wahlkreises Dillenburg ein Mandat für die Zweite Kammer des Nassauischen Landtags erhielt.
Er blieb bis 1845 in diesem Amt.